# Constantino Miranda
Constantino Miranda Justo (12 de abril de 1925-San Baudilio de Llobregat, 22 de abril de 1999) fue un atleta español. Especialista en pruebas de fondo (3000 m obstáculos y 10000 m), representó a España en los Juegos Olímpicos de 1948, celebrados en Londres. 
Sus resultados en aquellos juegos fueron los que siguen:
- 10000 m: puesto 20   (31:07.8)  Hombres Final
- 3000 m:  puesto 11   (9:20.4)   Obstáculos Hombres

Su entrenador fue Manuel Cutié.
Antes de los Juegos de Londres, en 1945, se había proclamado campeón de España absoluto de los 10000 m con un tiempo de 33:58.8. Con Gregorio Rojo fueron los grandes dominadores del fondo y mediofondo español en las décadas de 1940 y 1950.
Dirigió las instalaciones municipales barcelonesas de Serrahima, miembro del Consejo Directivo de la Federación Catalana de Atletismo y entrenador del Centro Gimnástico Barcelonés.
La actividad deportiva de Miranda no se limitaba al atletismo y, en 1949, presidió la Agrupación Ciclista Samboyana.
A principios de la década de 1990, el Ayuntamiento de San Baudilio de Llobregat puso su nombre al estadio de atletismo de la ciudad. 
- Datos: Q5163875